# Caroline Junghanns
Caroline Junghanns (* 1985 in Dresden) ist eine deutsche Schauspielerin.

## Leben
Caroline Junghanns absolvierte nach dem Abitur von 2004 bis 2008 ihr Schauspielstudium an der Staatlichen Hochschule für Musik und Darstellende Kunst Stuttgart. Während ihres Studiums trat sie bereits am Schauspiel Stuttgart und am Wilhelma-Theater in Stuttgart auf. 
Von 2008 bis zum Ende der Spielzeit 2012/13 war sie festes Ensemblemitglied am Schauspielhaus Chemnitz. Dort trat sie in vielen Rollen des klassischen Theaterrepertoires auf. Sie spielte u. a. das Gretchen im Urfaust (Regie: Enrico Lübbe), Solveig in Peer Gynt (Regie: Claudia Bauer), die Polly in Brecht/Weills Die Dreigroschenoper (Regie: Philip Tiedemann), und Jessica in Die schmutzigen Hände (Regie: Kay Neumann). Außerdem arbeitete sie dort mit der Regisseurin Schirin Khodadadian (als Lisbeth in Das kalte Herz von Gerhild Steinbuch) und mit Christian Brey zusammen. 
Mit Beginn der Spielzeit 2013/14 wechselte sie unter der Leitung von Armin Petras an das Schauspiel Stuttgart. Zu den Rollen in ihrer Stuttgarter Zeit gehörten die Liesbeth in Das kalte Herz von Wilhelm Hauff (Regie: Armin Petras), die Spelunken-Jenny in Brecht/Weills Die Dreigroschenoper (Regie: Sebastian Baumgarten), Mascha in Die Möwe (Regie: Martin Laberenz), Hermia in The Fairy-Queen (Regie: Calixto Bieito) und Regan in König Lear (Regie: Claus Peymann).
Seit der Spielzeit 2019/20 ist Caroline Junghanns Mitglied des Schauspielensembles am Schauspiel Hannover.
Caroline Junghanns stand neben ihrer Theaterarbeit auch für einige Film- und Fernsehproduktionen vor der Kamera. 
In der 3. Staffel der TV-Serie In aller Freundschaft – Die jungen Ärzte (2017) übernahm sie eine der Episodenhauptrollen als nette, zurückhaltende junge Frau, die zu starkem Schwitzen neigt. In dem Fernsehfilm Die Bestatterin – Der Tod zahlt alle Schulden (Erstausstrahlung: Juni 2019) spielte sie die Jugendfreundin der Titelfigur Lisa (Anna Fischer).
In der ZDF-„Herzkino“-Reihe spielt Junghanns in dem Fernsehfilm Ein Sommer an der Algarve, der im Oktober 2019 erstausgestrahlt wurde, als Natalie die beste Freundin der weiblichen Hauptfigur.
Caroline Junghanns lebt nach Stationen in Dresden, Chemnitz und Stuttgart seit 2019 in Hannover.

## Filmografie (Auswahl)
- 2016: Fanny und die gestohlene Frau (Fernsehfilm)
- 2017: In aller Freundschaft – Die jungen Ärzte: Hab keine Angst (Fernsehserie, eine Folge)
- 2018: Lotte Jäger und die Tote im Dorf (Fernsehfilm)
- 2019: Der Alte: Bild des Todes (Fernsehserie, eine Folge)
- 2019: Die Bestatterin – Der Tod zahlt alle Schulden (Fernsehfilm)
- 2019: Ein Sommer an der Algarve (Fernsehreihe)
- 2021: SOKO Köln: Just married (Fernsehserie, eine Folge)
- 2022: Notruf Hafenkante: Letzte Warnung (Fernsehserie, eine Folge)
- 2022: Erzgebirgskrimi – Verhängnisvolle Recherche (Fernsehreihe)
- 2023: SOKO Stuttgart: Miss Langfinger (Fernsehserie, eine Folge)
- 2024: Mord mit Aussicht: Renate (Fernsehserie, eine Folge)
- 2024: Die Eifelpraxis: (Fernsehreihe, Folgen Wann, wenn nicht jetzt und Freiheit zu leben)